# Jižní Savo
Jižní Savo je jedna z 19 finských provincií. Nachází se na východě části státu. Sousedí s provinciemi Jižní Karélie, Severní Karélie, Severní Savo, Střední Finsko, Päijät-Häme a Kymenlaakso. Správním střediskem je město Mikkeli. Nejvyšším bodem regionu je Paukkulanmäki o nadmořské výšce 225 m n. m. Stejně jako další finské provincie, má i Jižní Savo určené své symboly z ptačí říše, flóry, ryb a hornin. Jsou jimi žluva hajní, leknín bělostný, síh malý a mramor.

## Obce
V roce 2021 se provincie skládala z 12 obcí. Ty byly seskupeny do tří okresů (tzv. seutukunta). Tučným písmem jsou označena města.
- Enonkoski
- Heinävesi
- Hirvensalmi
- Joroinen
- Juva
- Kangasniemi
- Mikkeli
- Mäntyharju
- Pertunmaa
- Pieksämäki
- Puumala
- Rantasalmi
- Savonlinna
- Sulkava